# Nicanor Sen
Nicanor Jorge Sen Vélez (Cistierna, 5 de agosto de 1973) es un político español, delegado del Gobierno en Castilla y León desde diciembre de 2023.

## Biografía
Asesor financiero y de seguros, milita en el PSOE desde 2003, año en que fue elegido alcalde de Cistierna, cargo que desempeñó hasta junio de 2023. Durante su mandato, también fue diputado provincial por el partido judicial de Cistierna en la Diputación de León y senador durante la X legislatura (2011-2015).
En diciembre de 2023, el Consejo de Ministros aprobó su nombramiento como delegado del Gobierno en Castilla y León, sustituyendo a la soriana Virginia Barcones.